# سطر شمي إنسي

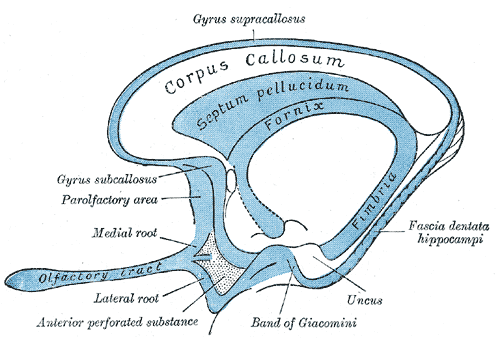
مخطط للدماغ الشمي

يلتف السطر الشمي الإنسي (بالإنجليزية: Medial olfactory stria)‏ إنسيا خلف منطقة تحت الثفني وتنتهي في التلفيف تحت الثفني. يظهر في بعض الحالات سطر متوسط صغير يجري خلف المادة المثقبة الأمامية.
1. ↑  نموذج تأسيسي في التشريح، QID:Q1406710